# عسل‌خوار سرخ‌فام
عسل‌خوار سرخ‌فام (نام علمی: Myzomela erythrina) گونه‌ای از پرندگان تیرهٔ عسل‌خواران (Meliphagidae و بومی پاپوآ گینه نو است که در ایرلند نو و جزایر کناری آن یافت می‌شود. زیستگاه طبیعی آن جنگل‌های جلگه‌ای نمناک نیمه‌گرمسیری یا گرمسیری و جنگل‌های کوهستانی نمناک نیمه‌گرمسیری یا گرمسیری است.